# عقد 260 هـ
عقد 260 هـ هو الفترة بين عام 260 إلى 269 في التقويم الهجري، أي العشر سنوات السابعة من القرن الثالث الهجري.